# Adolf Lesser
Adolf Lesser (ur. 22 maja 1851 w Stargardzie, zm. 6 lipca 1926 we Wrocławiu) – niemiecki lekarz, profesor medycyny sądowej Uniwersytetu we Wrocławiu.

## Życiorys
Urodził się jako syn lekarza w Stargardzie, w rodzinnym mieście uczęszczał do gimnazjum. Studiował medycynę na Uniwersytecie Fryderyka Wilhelma w Berlinie do 1875 roku. Od 1877 do 1884 asystent Carla Limana w Instytucie Farmakologicznym przy Uniwersytecie w Berlinie, od 1879 do 1886 lekarz w zakładzie dla psychicznie chorych Klinsmanna. W 1881 roku został docentem prywatnym farmakologii. Od 1886 roku jako fizyk miejski we Wrocławiu, od 1887 roku profesor nadzwyczajny medycyny sądowej na Uniwersytecie we Wrocławiu, od 1921 profesor zwyczajny.
Żonaty z Miną Kopp, mieli syna i córkę. Pochowany został 9 lipca 1926 roku na Cmentarzu św. Jana we Wrocławiu.